# Foc de Sant Elm

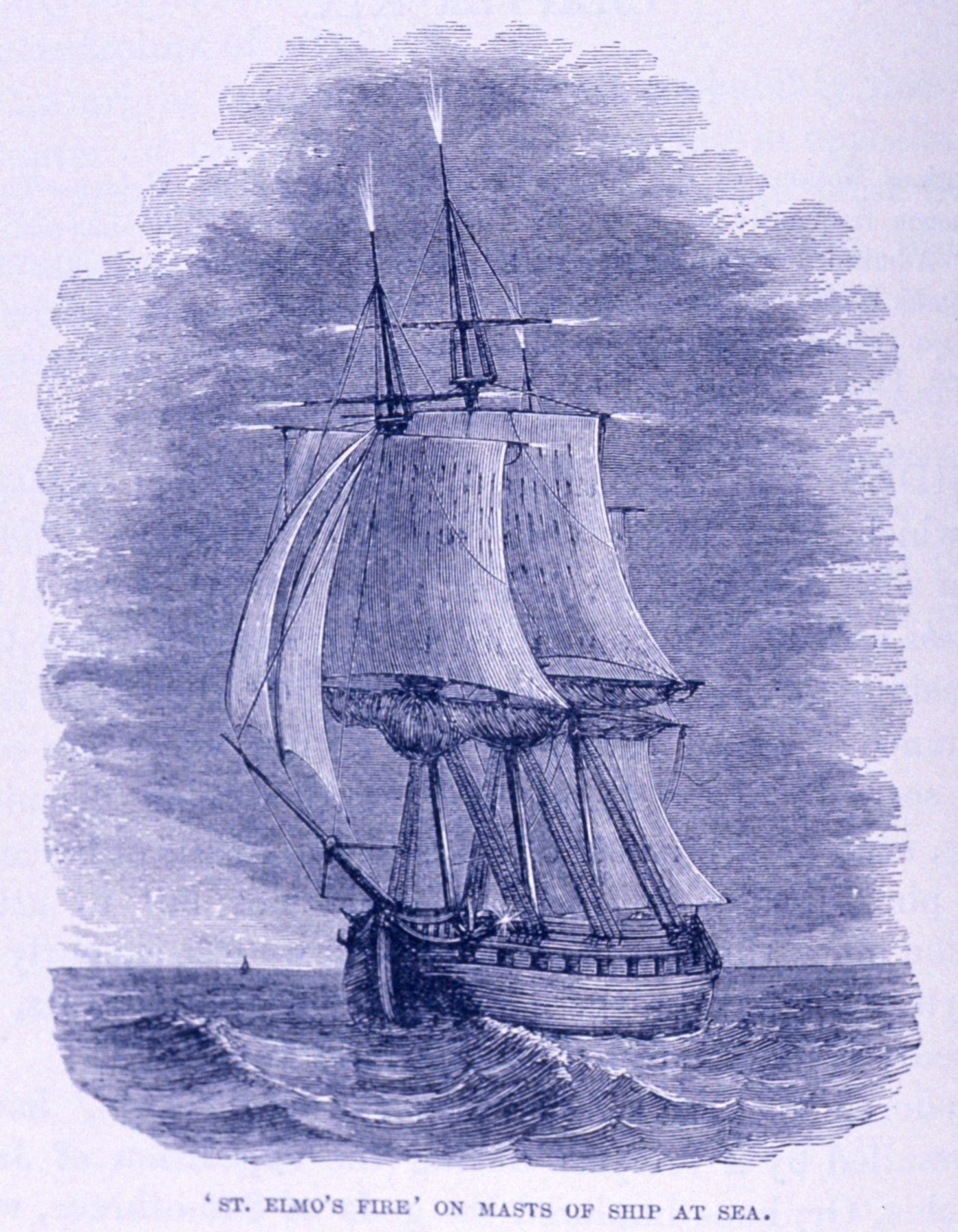
Gravat on es pot veure el foc de Sant Elm als extrems dels pals d'un vaixell

El foc de Sant Elm és una descàrrega elèctrica lluminosa que té lloc a l'atmosfera, és d'intensitat feble o moderada i emana d'objectes situats elevats a la superfície (parallamps, pals de vaixells, antenes) o directament enlairats (ales d'avions). Aquesta descàrrega pot durar un temps. El fenomen s'observa quan el camp elèctric en les proximitats de la superfície dels objectes és força intens i es pot veure que s'origina en qualsevol aresta o element sortint dels edificis.
El fenomen, que pot advertir d'un llampec imminent, els mariners el miraven amb sorpresa i, de vegades, se'l considerava un bon auguri.

## Explicació
Aquest fenomen meteorològic és provocat per un efecte corona electroluminescent causat per la ionització de l'aire dins del fort camp elèctric que originen les tempestes elèctriques. Encara que se'n diu «foc», és en realitat un plasma de baixa densitat i temperatura relativament baixa provocat per una enorme diferència de potencial elèctric atmosfèric que sobrepassa el valor de ruptura dielèctrica de l'aire, entorn de 3 MV/m.
Aquest fenomen pren el nom de sant Elm (Erasme d'Antioquia) i no pas de sant Telm (Pere Gonzàlez Telmo). El fenomen havia estat observat des de l'antiguitat i alguns navegants creien que la seva aparició era senyal de mal averany.
Físicament, és una resplendor brillant d'un blanc blavós, que en algunes circumstàncies té aspecte de foc, sovint en raigs dobles o triples que sorgeixen d'estructures altes i puntegudes com pals, pinacles i xemeneies.

## Observació
El foc de Sant Elm s'observa amb freqüència als pals dels vaixells durant les tempestes elèctriques al mar, on en tals circumstàncies també s'alterava la brúixola, amb el consegüent desassossec de la tripulació. Benjamin Franklin, el 1749, va observar correctament que era de naturalesa elèctrica. També es dona als avions i dirigibles. En aquests últims era molt perillós, ja que molts d'ells es carregaven amb hidrogen, un gas molt inflamable, i podien incendiar-se, tal com va ocórrer el 1937 amb el dirigible Hindenburg.
S'explica que el foc de Sant Elm també pot aparèixer a les puntes de les banyes del bestiar durant les tempestes elèctriques i als objectes afilats enmig d'un tornado, però no és el mateix fenomen que el llamp globular, encara que poden estar relacionats.
A l'antiga Grècia, de l'aparició d'un únic foc de Sant Elm se'n deia Helena i quan eren dos se'ls anomenaven Càstor i Pòl·lux.

## Història i significat
El foc de Sant Elm s'observa amb freqüència als pals dels vaixells durant les tempestes elèctriques en la mar, on en tals circumstàncies també era alterada la brúixola, per a major desassossec de la tripulació. Aquest fenomen pren el seu nom de sant Erasme de Formia (Sanct’ Elmo), patró dels mariners, els qui havien observat el fenomen des de l'antiguitat i creien que la seva aparició era de mal averany; encara que altres mariners ho associaven amb una forma de protecció de part del seu patró, com en el cas dels mariners espanyols durant la conquesta d'Amèrica. Quan hi havia tants focs com pals, a més de sant Telmo es creia que apareixien sant Nicolau i santa Caterina. Com comenta l'explorador britànic George Dixon en el seu llibre de 1789 A voyage Round the World, els mariners anglesos, en canvi, a vegades atribuïen aquest fenomen a un follet que anomenaven Davy Jones. Els mariners espanyols farien referència a sant Pere González Telmo.
També es dona en els avions i dirigibles. En aquests últims era molt perillós, ja que molts d'ells es carregaven amb hidrogen, gas molt inflamable, i podien incendiar-se, tal com va ocórrer en 1937 amb el dirigible Hindenburg.
Es conta que el foc de Sant Elm també pot aparèixer a les puntes de les banyes del bestiar durant les tempestes elèctriques i en els objectes esmolats a la meitat d'un tornado, però no és el mateix fenomen que el llamp globular, encara que poden estar relacionats.
A la Grècia antiga, l'aparició d'un únic foc de Sant Elm es deia «Helena», pel seu sentit original de "torxa", i quan eren dues se'n deia «Càstor i Pòl·lux» els dioscurs o fills bessons de Zeus, patrons dels mariners que calmaven les tempestes a petició d'aquests.
Benjamin Franklin va observar correctament en 1749 que és de naturalesa elèctrica.
Després del període medieval, el foc de Sant Elm es va associar a vegades amb l'element grec del foc, com amb un dels elementals de Paracels, concretament la salamandra, o, alternativament, amb una criatura similar denominada acthnici.
Els mariners gal·lesos es referien al foc de Sant Elm com canwyll yr ysbryd o canwyll yr ysbryd glân. ("veles de l'Esperit Sant" o les "veles de Sant David").
- Els mariners russos també van documentar històricament casos de foc de Sant Elm, conegut com a "Sant Nicolau" o "llums de Sant Pere",[8] també dit a vegades foc de Santa Helena o Sant Hermes, potser per confusió lingüística.[9]
- Es diu que el foc de Sant Elm va ser vegeu durant el Setge de Constantinoble per l'Imperi Otomà el 1453. Pel que sembla, es va veure sortir sobre l'Hipòdrom. Els romans d'Orient ho van atribuir a un senyal que el Déu cristià vindria aviat i destruiria a l'exèrcit musulmà conqueridor. Segons Jordi Esfrantzes, va desaparèixer pocs dies abans de la caiguda de Constantinoble, posant fi a l'Imperi Romà d'Orient.

Els relats de la primera circumnavegació del globus per Magallanes fan referència al foc de Sant Elm (anomenant-lo el cos de San Anselmo) que es va veure al voltant dels vaixells de la flota diverses vegades enfront de la costa de Sud-amèrica. Els mariners els van veure com a presagis favorables.
- En ruta cap a Nagasaki amb la bomba atòmica Fat Man el 9 d'agost de 1945, el B-29 Bockscar va experimentar un estrany plasma blau lluminós que es formava al voltant de les hèlixs giratòries, "com si estiguéssim muntats en el remolí a través de l'espai en un carro de foc blau."[11]
- El foc de Sant Elm va ser durant el brot de tornados de les Grans Planes de 1955 a Kansas i Oklahoma.[12]
- Entre els fenòmens experimentats en el Vol 9 de British Airways el 24 de juny de 1982 va haver-hi centellejos de llum brillant al llarg de les vores d'atac de l'aeronau, incloent-hi les ales i el parabrisa de la cabina, que van ser vists tant pels passatgers com per la tripulació. Encara que els brillants centellejos de llum compartien similituds amb l'incendi de Sant Elm, la resplendor experimentada es devia a l'impacte de partícules de cendra en les vores d'atac de l'aeronau, similar al que veuen els operadors d'equips de doll de sorra.

El foc de Sant Elm va ser observat i el seu espectre òptic registrat durant un vol de recerca de la Universitat d'Alaska sobre l'Amazones en 1995 per a estudiar espectres vermells.
- Es creu que el vol 447 d'Air France que es va estavellar en 2009, després d'enlairar de l'aeroport internacional de Rio de Janeiro-Galeão amb destinació a l'aeroport Charles de Gaulle de París, va experimentar el foc de Sant Elm 23 minuts abans d'estavellar-se en l'oceà Atlàntic; no obstant això, el fenomen no va ser un factor determinant en el desastre.[15][16]
- Apoy ni San Elmo —comunament abreujat com a santelmo— és un mal presagi o un esperit volador en el folklore filipí, encara que la descripció de santelmo és més similar al raig bola que al foc de Sant Elm. Hi ha diversos noms indígenes per a santelmo que han existit abans que s'encunyés el terme santelmo. El terme santelmo té el seu origen en el domini colonial espanyol a Filipines.

## Citacions
Es troben referències al foc de Sant Elm a les obres de Juli Cèsar (De Bello Africo 47), Plini el Vell (Naturalis Historia ii.101) i Herman Melville, així com al diari d'Antonio Pigafetta sobre el seu viatge amb Fernão de Magalhães. I altres.
«–Miri a dalt! –va dir Starbuck de sobte–. El foc de Sant Elm dalt del pal major!

En efecte, els braços de les vergues eren envoltats d'un foc lívid, i les triples agulles dels parallamps lluïen amb tres llengües de foc. Els pals sencers semblaven cremar.

–Foc de Sant Elm, tingues pietat de nosaltres! –va cridar Stubb.»
Herman Melville, Moby Dick
Una altra referència:
«Silenci general. El vent calla. La naturalesa no respira. Sembla morta. Al llarg del pal comencen a centellejar feblement els focs de Sant Elm; la vela cau en plecs pesants.»
Jules Verne, Viatge al centre de la terra
Charles Darwin va observar l'efecte mentre estava embarcat en el Beagle una nit que el vaixell era ancorat al riu de la Plata i va descriure l'episodi en una carta a J.S. Henslow:
«Tot era en flames, al cel hi havia llamps i a l'aigua partícules lluminoses –bioluminescència–, i fins i tot els pals estaven coronats amb una flama blava.»

### Relats associats a Magallanes i da Gama
La menció de l'incendi de San Elm es troba al diari d'Antonio Pigafetta sobre el seu viatge amb Fernando de Magallanes. El foc de Sant Elm, també conegut com a "corposants" o "corpusants" del portuguès corpo sant ("cos sant"), també es descriu a  Les Lusiadas', el relat èpic dels viatges de descobriment de Vasco da Gama

### Robert Burton
Robert Burton va escriure sobre el foc de Sant Elm en la seva Anatomia de la malenconia (1621): "Radzivilius, el duc lituà, crida a aquesta aparició  Sancti Germani sidus; i diu a més que ho va veure després d'una tempesta, mentre navegava, 1582, d'Alexandria a Rodes". Es refereix al viatge realitzat per Mikołaj Krzysztof "l'Orfe" Radziwiłł en 1582-1584.

### John Davis
El 9 de maig de 1605, durant el segon viatge de John Davis comandat per Sir Edward Michelborne a les Índies Orientals, un escriptor desconegut a bord del Tigre descriu el fenomen: "Cap al final de la nostra tempesta se’ns aparegué de nit, pel damunt del topall de l’arbre mestre, una flama tan grossa com una gran espelma, que els portuguesos anomenen Corpo Sancto, considerant-la un senyal diví de que quan apareix el pitjor ja ha passat. Com, gràcies a Déu, vam tenir millor temps després d'ell".